# ایهور زوبکو
ایهور زوبکو (اوکراینی: Ігор Альбертович Зубко؛ زادهٔ ۳۰ سپتامبر ۱۹۹۱) بازیکن فوتبال اهل اوکراین است.
وی همچنین در تیم ملی فوتبال Ukraine U19 بازی کرده‌است.